# Mine Copper Rand
La mine Copper Rand, ou mine Patino, est une mine de cuivre et d'or située à Chibougamau, dans le Nord-du-Québec (Québec, Canada). La mine est en opération de 1960 à 2008.

## Historique

### Découverte de minerai et fondation
Dès le milieu du XIXe siècle, des rapports géologiques attirent l'attention des gouvernements provincial et fédéral sur le potentiel minier du territoire. Publié en 1870, le rapport de James Richardson pour la Commission géologique du Canada, souligne la présence de minerai dans le secteur du lac Chibougamau,. En 1903, le prospecteur Peter McKenzie y découvre du cuivre, lançant une exploration minière intensive dans les environs. C'est dans ce contexte que le gisement de la mine Copper Rand est découvert en 1910, par le prospecteur Harold Machin.

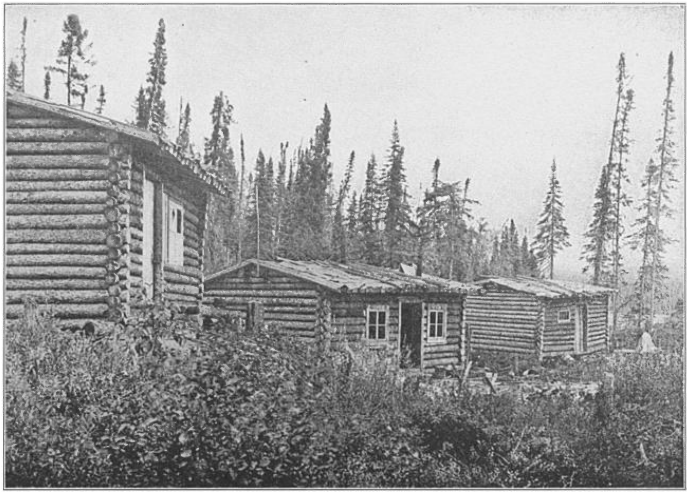
Campement du capitaine Harold Machin, 1910.

Au début des années 1930, l'entreprise Consolidated Chibougamau Goldfields acquiert le site de la mine. En 1945, les hommes d'affaires Randy Mill et Roy Robertson fondent l'entreprise minière Royran Goldfields, qui devient en 1952, propriétaire du site de la mine Copper Rand. Dès 1955, l'entreprise prend le nom de New Royrand et un premier chevalement minier est bâti à la pointe Machin sur le lac aux Dorés. Randy Mills fonde la compagnie Copper Rand Chibougamau Mines en 1956. Entre 1956 et 1957, une route est aménagée sur le lac, afin d’atteindre les installations. Jusqu'en 1959, plusieurs bâtiments sont construits sur le site de la mine, tel un second chevalement et un moulin. En décembre 1959, l'entreprise Copper Rand Chibougamau Mines ainsi que les mines Portage, Copper Cliff et Jaculet sont achetées par l’homme d’affaires bolivien Antenor Patino,, (surnommé le « roi de l'étain ») pour la somme de 16 millions de dollars. La compagnie Patino Mining Corporation Ltd. termine la construction du moulin et la production de la mine Copper Rand débute en 1960.

### Production

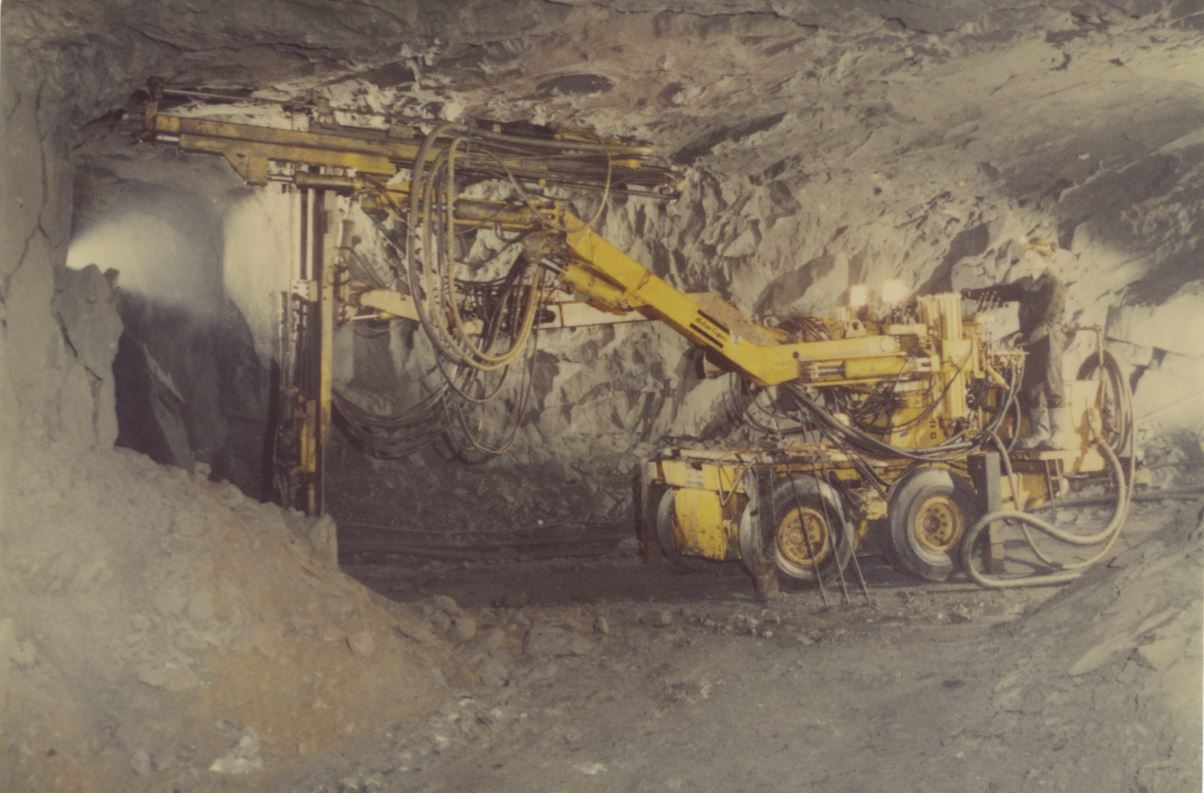
Travaux souterrains à la mine Copper Rand, dans les années 1980.

Au début des années 1960, les activités minières dans la région de Chapais et de Chibougamau (en particulier aux mines Copper Rand, Opémiska et Principale) sont si prospères que la construction d'une fonderie est envisagée. L'entreprise Noranda qui possède la fonderie Horne multiplie les démarches pour conserver ses clients industriels de Chapais et de Chibougamau. Le projet ne voit finalement jamais le jour. Entre 1960 et 1971, le camp minier de Chapais et Chibougamau est le plus important producteur de cuivre de l'Est du Canada.
Entre sa mise en opération en 1960 et 1997, la mine Copper Rand se montre particulièrement rentable. Sa production de cuivre sur cette période est évaluée à 591 millions de livres de cuivre, et 1 461 milliers d'onces d'or. La mine Copper Rand est alors, avec la mine Campbell (Principale) le principal employeur minier de Chibougamau.

### Relations de travail
En décembre 1959, les employés de la mine Copper Rand s’affilient au syndicat des Métallurgistes unis d’Amérique (Métallos). En août 1967, les mineurs de Copper Rand font partie des 1 500 mineurs en débrayage à Chibougamau, paralysant la production de toutes les mines du secteur pendant un peu plus d'une semaine. Les travailleurs dénoncent leurs conditions de travail dangereuses et veulent alerter les pouvoir publics sur les accidents et maladies des mineurs. De novembre 1974 à avril 1975, une longue grève éclate dans les mines du groupe Patino. Le litige porte principalement sur les conditions salariales. Au mois de juillet précédent, les tensions étaient si vives que 900 employés des compagnies Patino et Campbell avaient déjà entrepris un mois de grève et entrepris un blocus de la route menant vers les mines. L'escouade anti-émeute est déployée contre les travailleurs,,.
En 1981, l'entreprise Northgate, nouvellement propriétaires des mines Patino (Portage, Jaculet, Copper Rand), exigent un réaménagement des horaires de travail. À la suite des menaces de fermetures, les employés acceptent. En 1985, les mines Copper Rand et Portage emploient ensemble 525 personnes. En 1990, la mine maintenant propriété de Westminster, est en mauvaise position financière. Les négociations de la convention collective de 1990 s'amorcent dans un contexte économique difficile et à la suite d'une série de mises à pied. À la suite du refus des travailleurs devant les offres de l'entreprise qui demande une hausse de productivité, Westminster décrète un lock-out. Un nouveau blocus de la route est organisé par les travailleurs des mines Copper Rand et Portage, qui vaut une nouvelle intervention de l'escouade anti-émeute. Le conflit prend fin en octobre 1990.
Deux ans plus tard, Westminster tente de rouvrir la convention collective. À la suite du refus du syndicat, Westminster met fin aux opérations des mines Copper Rand et Portage.

### Difficultés et fermeture

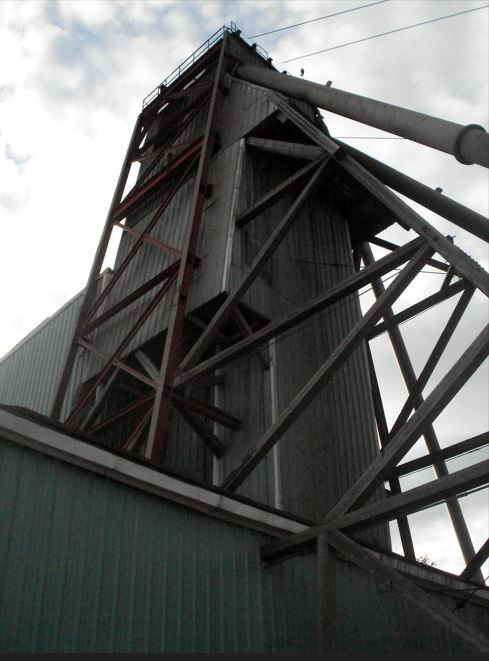
Chevalement de la mine Copper Rand, 2008.

Au cours des années 1980 et 1990, l'industrie minière de la Baie-James connaît des difficultés particulières. Le prix des métaux chute et de nombreuses mines ferment leurs portes. Leur production d'or assurent la survie un temps de certaines installations, mais les gisements s'épuisent. Les entreprises ont peu investi en exploration minière et aucun nouveau gisement ne peut relancer l'industrie. En 1981, la mine Copper Rand devient la propriété de l'entreprise Northgate, puis de Westminster, la filiale canadienne de la minière australienne Western Mining en 1987. Au même moment, les frais de traitement de minerai de augmentent significativement, et l'entreprise perd beaucoup d'argent. L'entreprise procède à une série de mises à pieds. En 1990 les négociations de la nouvelle convention collective des employés sont tendues. En 1992 l'entreprise exige une réouverture de la convention, ce qui est refusé par les employés. Westminster procède à la fermeture de la mine Copper Rand, ainsi que de la mine Portage, et met ses actifs en vente.
Copper Rand et Portage sont rachetées pour 1 dollars en 1993 par l'entreprise québécoise Ressources MSV. 300 travailleurs miniers retrouvent leur emploi. En 1997 toutefois, Ressources MSV annonce la fermeture des mines Copper Rand et Portage, considérant les gisements de métaux à sec. La mine Joe Mann demeure la seule en opération dans la région. En novembre et décembre 2000, des manifestations ont lieues à Chibougamau pour le sauvetage de la mine. 85 millions de dollars sont investis par le gouvernement pour creuser le puits de la mine Copper Rand pour relancer la mine. En 2001, Ressources MSV fusionne avec l'entreprise Ressources Campbell (propriétaire de la mine Principale).
La même année, la SOQUEM, filiale de la société générale de financement (SGF), s'associe au projet Copper Rand 5000, un effort de développement visant à exploiter le minerai situé entre les niveaux 4 000 et 5 000 pieds (1 219 à 1 524 mètres),. Un investissement significatif est réalisé pour approfondir le puits No. 4 à une profondeur de 4 326 pieds (1 442 mètres), creuser une rampe de 3 800 pieds avec convoyeur, construire un puits de ventilation de 900 pieds relié aux niveaux supérieurs, et aménager des infrastructures pour atteindre le minerai entre les niveaux 4 510 et 4 790 pieds. Cependant, le projet rencontre des retards importants et des coûts additionnels imprévus. Ces défis retardent l'achèvement des travaux jusqu'en 2004, et la mine ne parvient jamais à atteindre sa capacité nominale de production.
Malgré tout, en 2008, la mine cesse ses activités. En janvier 2009 l'entreprise se place à l'abri de ses créanciers. Les opérations de traitement de minerais cessent en avril 2009.

## Exploitation
| Entreprise                                   | Années      | Notes                                                                      |
| -------------------------------------------- | ----------- | -------------------------------------------------------------------------- |
| Consolidated Chibougamau Goldfield           | 1934-1952   |                                                                            |
| Royran Goldfields Ltd.                       | 1952-1955   |                                                                            |
| New Royran Copper Mines Ltd.                 | 1955-1956   |                                                                            |
| Copper Rand Chibougamau Mines                | 1956-1959   |                                                                            |
| Patino Mining Corporation                    | 1959-1981   |                                                                            |
| Northgate Exploration Ltd.                   | 1981-1987   | L'entreprise acquiert aussi la mine Portage de Chibougamau.                |
| Westminer Canada (filiale de Western Mining) | 1987-1992   |                                                                            |
| Ressources MSV                               | 1993-2001   | Ressources MSV achète pour 1.00$ des installations de la mine.             |
| Ressources Campbell Inc.                     | 2001-2009   | En 2001, Ressouces MSV fusionne avec l'entreprise Ressources Campbell Inc. |
| Doré Copper Mining Corporation               | 2020-2024   | En 2024, Doré Copper Mining fusionne avec la minière Cygnus.               |
| Cygnus                                       | Depuis 2025 |                                                                            |

## Projet de relance
Au cours des années 2020, la minière Doré Copper Mining prends possession d'anciennes mines chibougamoises : Copper Rand, Joe Mann, Cedar Bay, Jaculet et Corner Bay. L'entreprise souhaite relancer l'exploitation minière et la production de cuivre. L'usine de traitement de minerai de l'ancienne mine Copper Rand, qui n'a pas été démantelée en 2008, est au cœur de la stratégie de l'entreprise. Remise en opération, elle serait alimentée par les mines environnantes,. En 2024, Doré Copper Mining fusionne avec la minière australienne Cygnus, qui poursuit le projet de relance.

## Toponymie
Le nom de la mine Copper Rand fait référence à Randolph Mills, dit Randy Mills, (1899-1976). Cet homme d'affaires américain est à l’origine de l’ouverture de mines dans la région de Chibougamau. L'avenue Rand à Chibougamau est nommée en référence à la mine Copper Rand.

## Archives
Une partie des archives de la mine Copper Rand sont conservées à la Société d'histoire de la Baie-James.